# Bezenškovo Bukovje
Bezenškovo Bukovje je naselje v Občini Vojnik.

## Prebivalstvo
Etnična sestava 1991:
- Slovenci: 94 (98,9 %)
- Nemci: 1 (1,1 %)

## Ljudje povezani s krajem
- Anton Bezenšek